# Tajlu Khanum
Tajlu Khanum (persky: تاجلو خانم) známá také jako Shah-Begi Khanum (شاه بگی خانم), byla turkmenská princezna z kmene Mawsillu.
Podle cestovatelů Angiolella a Ramusia se perský šáh z rodu Safíovců Ismail I. oženil se Tajlu Khanum poté, co svrhl Aq Qoyunlu, vládce Murad ibn Ya'qub v roce 1503. Podle historiků zabývajících se dobou vlády Safíovců, byla Tajlu manželkou Afrasiyabského krále Kiya Husayna II., který vládl západnímu Manzandaranu a části perského Iráku. Ismail I. jej poté napadl a zbavil ho vlády v roce 1504. Tajlu si přivlastnil do svého harému. Nakonec se stala nejmilovanější ženou Ismaila a porodila mu syny Tahmaspa Mirzu a Bahrama Mirzu. Později zemřela v roce 1540 v Šírázu.